# Махараштра
Махара́штра (маратхи महाराष्ट्र, англ. Maharashtra Игратьо файле) — штат в центральной части Индии. Население — 112 372 972 человека (2011). Столица и крупнейший город — Мумбаи, наиболее распространённые языки — маратхи и английский. Второй по населению штат страны и третий по площади.
Название штата на санскрите означает «великая страна».

## География

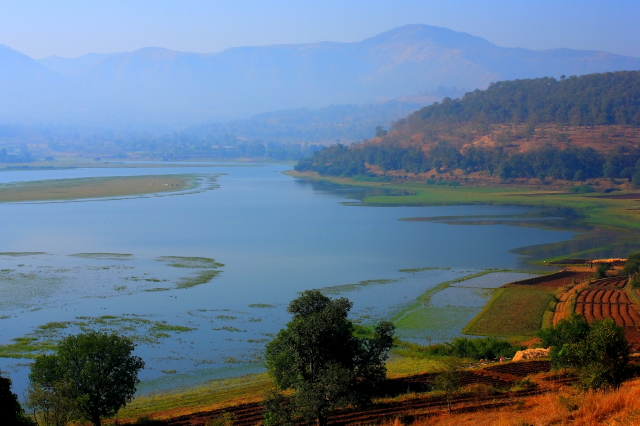
Слияние рек Мула и Мутха, город Пуна

Площадь штата составляет 307 713 км². Махараштра граничит со штатами Гуджарат, Мадхья-Прадеш, Чхаттисгарх, Телангана, Карнатака и Гоа, на западе омывается водами Аравийского моря. Между Махараштрой и Гуджаратом расположена союзная территория Дадра и Нагар-Хавели.
Горы Западные Гаты проходят по территории штата с севера на юг вдоль побережья и достигают средней высоты в 1200 м. Самая высокая точка штата — пик Калсубай (1646 м), в округе Ахмеднагар, вблизи города Насик. К западу от хребта Западных Гат простирается Конканская прибрежная равнина шириной 50—80 км. К востоку от Гат лежит плоскогорье Декан.
Климат Махараштры — тропический муссонный с жарким летом (с марта по начало июня) и сезоном муссонов (с июня до октября). Наибольшее количество осадков получают западные склоны Гат и прибрежная равнина. Климат внутренних районов плато более засушлив.
Леса покрывают около 17 % территории Махараштры (главным образом склоны Гат и восток штата). На восточных склонах Гат начинаются такие крупные индийские реки, как Кришна и Годавари, впадающие в Бенгальский залив. Множество небольших рек западных склонов впадают в Аравийское море. Несмотря на обилие рек, многие населённые пункты штата (особенно во внутренних областях) испытывают недостаток питьевой воды. Имеются значительные площади орошаемых земель.
Почвы Махараштры главным образом остаточные базальтовые, почвы засушливых районов плато — глинистые, богатые железом, однако бедные азотом и органическими веществами. Почвы Конкана и части Западных Гат представляют собой красные латериты.
На территории Махараштры расположены 5 из 92 национальных парков Индии, а также 35 заказников.
Из-за постоянного прироста населения в последние десятилетия осуществляется крупномасштабная вырубка лесов штата.

## История
С VIII века по 973 год эта территория входила в состав государства Раштракутов, с 973 года здесь существовало государство рода Чалукья, после распада которого, в 1189 году, образовалось государство Ядавов. Ядавы были завоёваны войсками Делийского султаната в 1317 году.
На территории современной Махараштры в начале XX века находились части тогдашних провинций Бомбей, Хайдарабад и Центральные провинции. После того, как Бомбей расширился на всю территорию Махараштры, в 1960 году его разделили по языковой границе на штаты Гуджарат и Махараштра.
В новейшей истории в Махараштре не раз случались вооружённые столкновения между последователями индуизма и мусульманами. Кроме того не раз совершались теракты против иностранных предприятий.

## Население
По итогам переписи 2011 года население штата составляло 112 372 972 человека (2 место в Индии). Это делает Махараштру одной из самых населённых административно-территориальных единиц в мире. Плотность населения — 365,19 чел./км², городское население штата составляет 42,4 %. Уровень грамотности — 77,27 % (86,2 % мужчин и 67,5 % женщин).
Официальным языком штата является маратхи, по данным переписи 2001 года, является родным для 68,89 %. Распространены также хинди (11,04 %), урду (7,13 %), гуджарати (2,39 %), каннада (2,38 %), английский и др.
80,2 % населения Махараштры — индуисты, 10,6 % — мусульмане, 6 % — буддисты, 1,3 % — джайны, 1,1 % — христиане, 0,6 % исповедуют другие религии.
Население Махараштры по годам:
- 1961 — 39 554 000 чел.
- 1971 — 50 412 000 чел.
- 1981 — 62 784 000 чел.
- 1991 — 78 937 000 чел.
- 2001 — 96 752 000 чел.
- 2011 — 112 373 000 чел.

Крупнейшие города:
- Мумбаи: 11 914 398 чел.
- Пуна: 2 540 069 чел.
- Нагпур: 2 051 320 чел.
- Тхане: 1 261 517 чел.
- Кальян: 1 193 266 чел.
- Насик: 1 076 967 чел.

## Административно-территориальное деление
Штат включает в себя 36 округов:
- Акола
- Амравати
- Аурангабад
- Ахмеднагар
- Бид
- Булдхана
- Бхандара
- Вардха
- Вашим (создан в 1998 году)
- Гадчироли (создан в 1982 году)
- Гондия (создан в 1999 году)
- Джалгаон
- Джална (создан в 1981 году)
- Дхулия
- Колхапур
- Латур (создан в 1982 году)

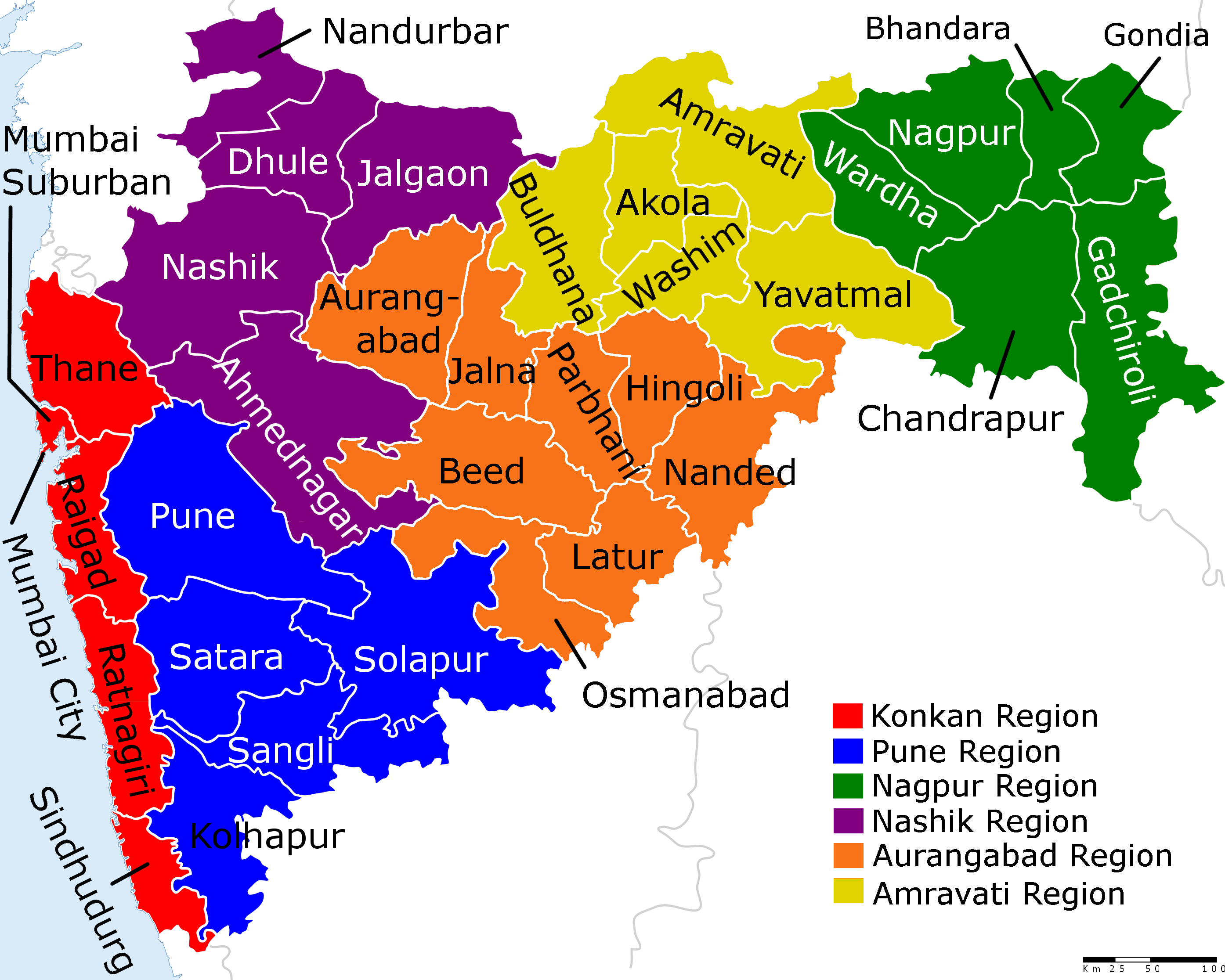
Округа Махараштры

- Пригородный округ Мумбаи (создан в 1995 году)

- Мумбаи-Сити
- Нагпур
- Нандер
- Нандурбар (создан в 1998 году)
- Насик
- Османабад
- Палгхар (создан в 2014 году)
- Парбхани
- Пуна
- Райгад
- Ратнагири
- Сангли
- Сатара
- Синдхудург (создан в 1981 году)
- Солапур
- Тхане
- Хинголи (создан в 1999 году)
- Чандрапур
- Яватмал

## Политика
Выборы в ассамблею в сентябре 2004 года рассматривались как «проверка на прочность» Индийского Национального Конгресса после его неожиданной победы на выборах в Лок Сабху в мае 2004, поскольку Махараштра является ключевым в политическом и экономическом отношениях штатом. Коалиция ИНК и Националистической партии Конгресса с небольшим перевесом одержала победу над коалицией Бхаратия Джаната Парти и региональной ультраправой партии Шив Сена (Армия Шивы). Характерная для Индии тенденция, когда актёры активно участвуют в политике, особенно ярко проявляется в Махараштре — сердце индийской киноиндустрии.

## Экономика

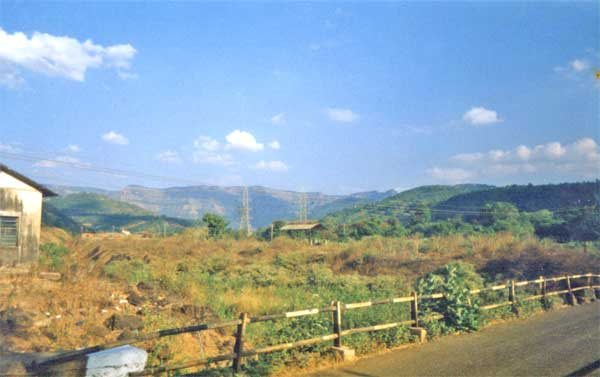
Сельский район в Махараштре.

ВВП штата на 2008 год составил $149,56 млрд. Махараштра — лидирующий промышленный штат страны, обеспечивающий 15 % национального промышленного продукта и более 40 % индийских доходов. Около 64 % населения заняты в сельском хозяйстве и смежных видах деятельности. Около 46 % от ВВП приходится на промышленный сектор. Основные виды производства включают металлургию, машиностроение, пр-во электроники, химическую, нефтяную, текстильную промышленность и др. Основные сельскохозяйственные культуры включают: манго, виноград, бананы, апельсины, рис, сахарный тростник, хлопок, арахис, табак, бобовые и др. Махараштра занимает первое место в стране по производству электроэнергии на тепловых угольных станциях, а также — на АЭС, 13 и 17 % от доли национального рынка соответственно.
Столица штата, город Мумбаи, также является и финансовой столицей Индии. Здесь расположены штаб-квартиры большинства индийских банков, финансовых учреждений и страховых компаний.
Махараштра — второй крупнейший в Индии экспортёр программного обеспечения с годовым доходом около $4 млрд (более 30 % индийского экспорта ПО). В ряде городов штата: Мумбаи, Нагпур, Пуна, Нави-Мумбаи, Насик, Аурангабад, имеются ПО-парки.
Мумбаи — это ещё и центр крупнейшей в мире киноиндустрии — Болливуда.

## Транспорт

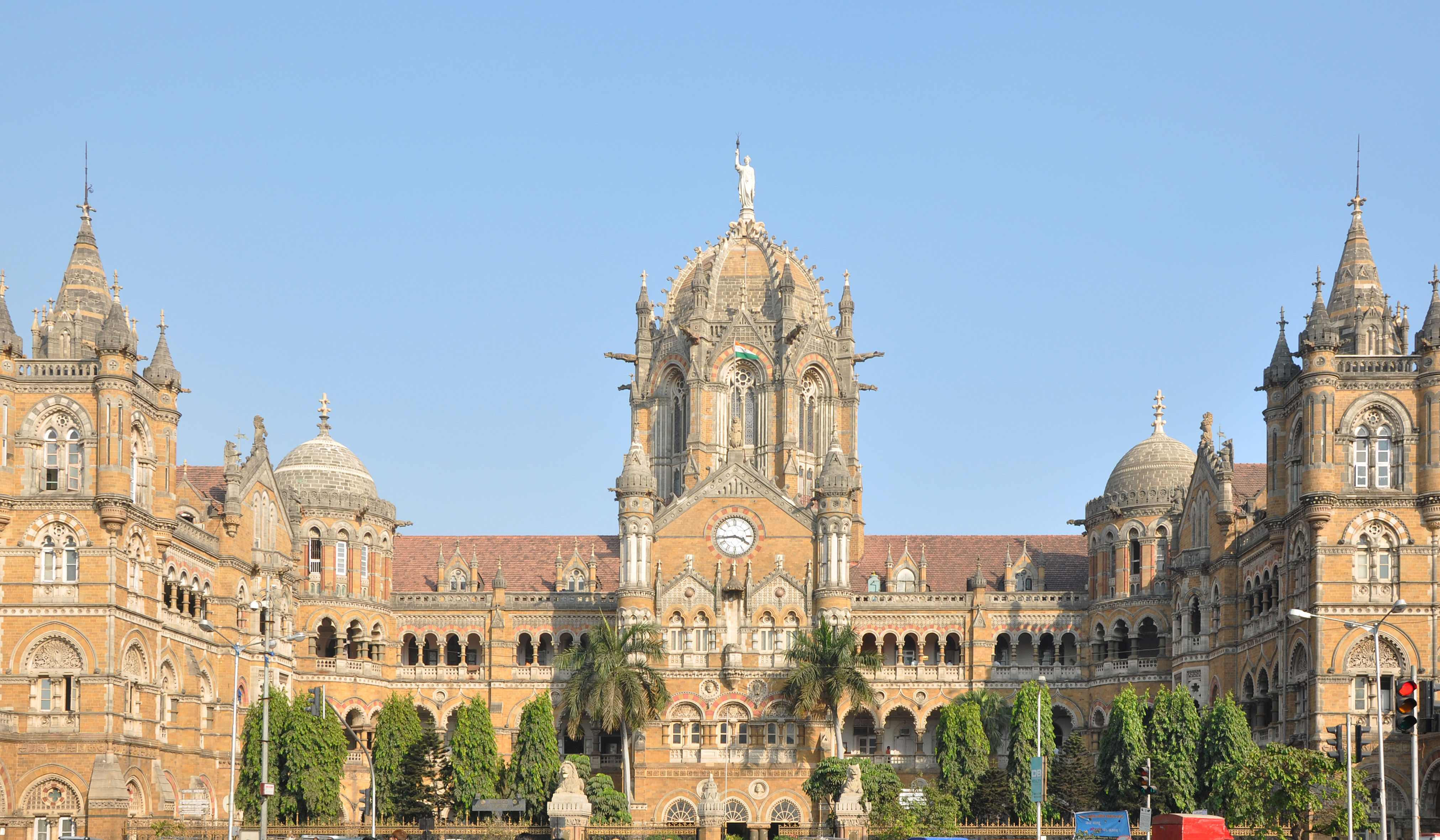
Вокзал Чхатрапати Шиваджи

Махараштра имеет крупнейшую в стране сеть автомобильных дорог, протяжённостью около 267 452 км. Протяжённость национальных шоссе на территории штата составляет 3688 км. Порт Джавахарлал Неру в Нави-Мумбаи — самый загруженный в стране, а Международный аэропорт имени Чатрапати Шиваджи в Мумбаи — самый загруженный аэропорт в Южной Азии по объёму пассажиров. Гражданский международный аэропорт имеется в Пуне, выполняются рейсы в Дубай, Франкфурт и Сингапур. Международный аэропорт имеется также в Нагпуре. Другие крупные города штата обслуживаются местными авиалиниями.
Железные дороги охватывают большинство населённых пунктов штата и являются предпочтительным видом транспорта на большие расстояния. Большая часть железнодорожной сети находится в Центральной зоне индийских железных дорог со штаб-квартирой в Мумбаи. Побережье к югу от Мумбаи находится в ведении Конканской железной дороги. Между большинством населённых пунктов Махараштры имеется автобусное сообщение, автобусы находятся в ведении государственной компании Maharashtra State Road Transport Corporation (MSRTC).

## Экология
Исследование показало, что высокие уровни микропластика на 25 пляжах побережья Махараштры связаны с антропогенной деятельностью.